# Morpol
Morpol, Spółka Akcyjna – polsko-norweska spółka notowana na Giełdzie Papierów Wartościowych w Oslo. Morpol zajmuje się przetwarzaniem ryb hodowlanych. Według danych za  2009 rok, jego obrót ocenia się na 66 000 ton; około 8% norweskiej produkcji łososia. Główna siedziba firmy znajduje się w Duninowie.
Głównym produktem firmy Morpol jest łosoś, w którym firma jest liderem na rynku światowym. Najważniejszym rynkiem lokalnym są Niemcy, gdzie firma ma 63% udziału w sprzedaży wędzonych łososi. Morpol tworzy też inne produkty z łososia, a oprócz Niemiec reprezentowany jest na rynkach Francji, Wielkiej Brytanii, Hiszpanii, we Włoszech i w Stanach Zjednoczonych.
Przed IPO w dniu 30 czerwca 2010 r., spółka była w 100% własnością założyciela Jerzego Malka. W grudniu 2012 r. niemal połowę akcji - 48,5% - przejęła od niego norweska spółka Marine Harvest.